# Марті Макфлай
Мартін Шеймус «Марті» Макфлай (англ. Martin Seamus “Marty” McFly) — вигаданий персонаж і головний герой франшизи «Назад у майбутнє». У всіх трьох фільмах його зіграв канадський актор Майкл Джей Фокс. Макфлай з'являється в однойменному мультсеріалі, де його озвучив Девід Кауфман. У відеогрі, яку розробили і випустили Telltale Games, його озвучує Ей Джей Локасіо; крім того, Фокс озвучив майбутніх двійників Макфлая в кінці гри. 2019 року журнал Empire обрав Макфлая як 12-го найкращого кіноперсонажа усіх часів.

## Життєпис
Марті Макфлай — головний герой «Назад у майбутнє», який народився в Хілл-Веллі, штат Каліфорнія, у родині Макфлай ірландського походження. Про життя персонажа до подій першого фільму «Назад у майбутнє» відомо небагато, за винятком того, що він підпалив килимок у вітальні, коли йому було 8 років (про це Марті сказав своїм майбутнім батькам). У фільмі пояснюється, що в 14 років Марті зустрів свого друга доктора Еммета «Дока» Брауна: тоді Марті почув, що Брауна вважають небезпечним божевільним, і захотів перевірити це на власні очі. Він пробрався в лабораторію Дока і був зачарований усіма його винаходами. Коли Док спіймав Марті, то був радий, що когось зацікавила його робота, і з того часу розпочалася їхня дружба.
У першому фільмі 1985 року Марті грає на гітарі зі своєю групою The Pinheads і любить слухати Huey Lewis and the News, Tom Petty and the Heartbreakers, Van Halen та Майкла Джексона. Він також талановитий скейтбордист і чудово стріляє з пістолета: це вміння він відточив за відеогрою Wild Gunman.
У «Назад у майбутнє 2» до 2015 року життя Марті вийшло з-під контролю через травму руки: він більше не міг грати на гітарі. Цієї травми він зазнав 1985 року: тоді Дуглас Нідлз, шкільний ворог Марті, назвав його куркою та спровокував на перегони, після чого Марті врізався в Rolls-Royce. 1885 року, коли прадід Біффа Теннена Буфорд викликав Марті на дуель, прапрадід Марті Шеймус Макфлай дав йому пораду не вестися на провокації. Після повернення в 1985 рік Марті відмовляється від виклику Нідлза і таким чином уникає зіткнення, яке зруйнувало б його шанси на успіх як гітариста.

## Вплив
Персонаж Морті Сміт з американського мультсеріалу «Рік та Морті» є пародією на Марті Макфлая.